# Boltzmann-vergelijking
De boltzmann-vergelijking beschrijft de ontwikkeling in de tijd van de kansverdeling van een deeltje in een gas of vloeistof en werd door Ludwig Boltzmann afgeleid. Het is een van de belangrijkste vergelijkingen in de niet-evenwichts statistische mechanica, het gebied van de statistische thermodynamica dat systemen ver van thermodynamisch evenwicht behandelt, bijvoorbeeld in een elektrisch veld of een temperatuurgradiënt.
De vergelijking kan bijvoorbeeld in een vloeistof worden gebruikt met daarin temperatuurverschillen. Deze temperatuurverschillen worden door de temperatuurgradiënt in de vloeistof gegeven. De beweging van de moleculen in de vloeistof kan met de boltzmann-vergelijking worden bepaald.
De boltzmann-vergelijking wordt in de kinetische gastheorie toegepast bij onderzoek hoe een gas warmte en elektrische lading geleidt, zodat transporteigenschappen als elektrische geleidbaarheid, hall-geleiding, viscositeit en warmteoverdracht kunnen worden berekend.
Het is met de boltzmann-vergelijking mogelijk de Navier-Stokesvergelijkingen te schrijven door de Maxwell-Boltzmann-verdeling maar minimaal te veranderen. De vlasov-vergelijking is een boltzmann-vergelijking zonder botsingsterm, die de verdeling geeft van deeltjes die elkaar alleen collectief beïnvloeden.

## Theorie
De boltzmann-vergelijking beschrijft hoe de simultane kansdichtheid {\displaystyle f(\mathbf {x} ,\mathbf {p} ,t)} van de positie {\displaystyle \mathbf {X} } en de impuls {\displaystyle \mathbf {P} } in de faseruimte voor een deeltje verandert met de tijd {\displaystyle t}. De verdeling is zo gedefinieerd dat
{\displaystyle P_{t}(\mathbf {x} \leq \mathbf {X} <\mathbf {x} +\mathrm {d} \mathbf {x} ,\ \mathbf {p} \leq \mathbf {P} <\mathbf {p} +\mathrm {d} \mathbf {p} )=f(\mathbf {x} ,\mathbf {p} ,t)\,\mathrm {d} \mathbf {x} \,\mathrm {d} \mathbf {p} }
de fractie moleculen is waarvan op het tijdstip {\displaystyle t} de positie en de impuls binnen de vermelde grenzen liggen.
Als op zo'n deeltje een externe kracht {\displaystyle \mathbf {F} } werkt en er in de korte tijd {\displaystyle \mathrm {d} t} geen botsingen plaatsvinden, dan wordt zijn positie op {\displaystyle t+\mathrm {d} t}
{\displaystyle \mathbf {X} +{\frac {\mathrm {d} \mathbf {X} }{\mathrm {d} t}}\mathrm {d} t=\mathbf {X} +{\frac {\mathbf {P} }{m}}\mathrm {d} t},
dus tussen de grenzen
{\displaystyle \mathbf {x} +{\frac {\mathbf {p} }{m}}\mathrm {d} t\ } en {\displaystyle \ \mathbf {x} +\mathrm {d} \mathbf {x} +{\frac {\mathbf {p} +\mathrm {d} \mathbf {p} }{m}}\mathrm {d} t\ } met afstand {\displaystyle \ \mathrm {d} \mathbf {x} +{\frac {\mathrm {d} \mathbf {p} }{m}}\mathrm {d} t}
Zijn impuls wordt:
{\displaystyle \mathbf {P} +\mathbf {F} \mathrm {d} t},
gelegen tussen de grenzen
{\displaystyle \mathbf {p} +\mathbf {F} \mathrm {d} t\ } en {\displaystyle \ \mathbf {p} +\mathrm {d} \mathbf {p} +\mathbf {F} \mathrm {d} t\ } met afstand {\displaystyle \ \mathrm {d} \mathbf {p} }
Het element van de faseruimte
{\displaystyle \mathrm {d} \mathbf {x} \mathrm {d} \mathbf {p} }
gaat dus over in
{\displaystyle \mathrm {d} \mathbf {x} \mathrm {d} \mathbf {p} +{\frac {(\mathrm {d} \mathbf {p} )^{2}}{m}}\mathrm {d} t\approx \mathrm {d} \mathbf {x} \mathrm {d} \mathbf {p} }
Dus zou moeten gelden
{\displaystyle f(\mathbf {x} +{\frac {\mathbf {p} }{m}}\,\mathrm {d} t,\mathbf {p} +\mathbf {F} \,\mathrm {d} t,t+\mathrm {d} t)=f(\mathbf {x} ,\mathbf {p} ,t)}
Maar omdat er wel botsingen optreden, verandert de dichtheid van de deeltjes in het stukje van de faseruimte {\displaystyle \mathrm {d} \mathbf {x} \mathrm {d} \mathbf {p} }. Het verschil is het gevolg van botsingen.
{\displaystyle f(\mathbf {x} +{\frac {\mathbf {p} }{m}}dt,\mathbf {p} +\mathbf {F} dt,t+dt)-f(\mathbf {x} ,\mathbf {p} ,t)=\left.{\frac {\partial f(\mathbf {x} ,\mathbf {p} ,t)}{\partial t}}\right|_{\mathrm {bots} }\,\mathrm {d} t}
Dit verschil kan geschreven worden als:
{\displaystyle f(\mathbf {x} +{\frac {\mathbf {p} }{m}}\,\mathrm {d} t,\mathbf {p} +\mathbf {F} \,\mathrm {d} t,t+\mathrm {d} t)-f(\mathbf {x} ,\mathbf {p} ,t)=}
{\displaystyle f(\mathbf {x} +{\frac {\mathbf {p} }{m}}\,\mathrm {d} t,\mathbf {p} +\mathbf {F} \,\mathrm {d} t,t+\mathrm {d} t)-f(\mathbf {x} ,\mathbf {p} +\mathbf {F} \,\mathrm {d} t,t+\mathrm {d} t)+}
{\displaystyle +f(\mathbf {x} ,\mathbf {p} +\mathbf {F} \,\mathrm {d} t,t+\mathrm {d} t)-f(\mathbf {x} ,\mathbf {p} ,t+\mathrm {d} t)+}
{\displaystyle +f(\mathbf {x} ,\mathbf {p} ,t+\mathrm {d} t)-f(\mathbf {x} ,\mathbf {p} ,t)}
Deelt men dit verschil door {\displaystyle \mathrm {d} t} en neemt men de limiet voor {\displaystyle \mathrm {d} t\to 0}, dan ontstaat de boltzmann-vergelijking:
{\displaystyle {\frac {\mathrm {d} f}{\mathrm {d} t}}={\frac {\partial f}{\partial t}}+{\frac {\mathbf {p} }{m}}\cdot \nabla _{\mathbf {x} }f+\mathbf {F} \cdot \nabla _{\mathbf {p} }f=\left.{\frac {\partial f}{\partial t}}\right|_{\mathrm {bots} }}
Daarin is {\displaystyle \mathbf {F} (\mathbf {x} ,t)} het krachtveld dat op de deeltjes werkt en {\displaystyle m} de massa van de deeltjes. De term aan de rechterzijde beschrijft het effect van botsingen van de deeltjes. Als de deeltjes niet botsen is hij nul. De botsingsloze boltzmann-vergelijking wordt vaak ten onrechte de liouville-vergelijking genoemd, maar dat is eigenlijk een vergelijking voor vele deeltjes.

## Moleculaire chaos en de botsingsterm,Stosszahl Ansatz
De bovenstaande Boltzmann-vergelijking is van weinig praktische waarde als de botsingsterm niet wordt aangegeven. Boltzmann bepaalde hem voor het geval dat uitsluitend botsingen tussen twee deeltjes optreden die tevoren ongecorreleerd waren. Deze veronderstelling noemde Boltzmann de 'Stosszahl Ansatz', maar heet ook wel de veronderstelling van moleculaire chaos. Dan kan de botsingsterm worden berekend als een integraal van de kansverdeling voor één deeltje in de impulsruimte:
{\displaystyle \left.{\frac {\partial f}{\partial t}}\right|_{\mathrm {coll} }=\int \!\!\!\int g(\mathbf {p-p'} ,\mathbf {q} )\left[f(\mathbf {x} ,\mathbf {p+q} ,t)f(\mathbf {x} ,\mathbf {p'-q} ,t)-f(\mathbf {x} ,\mathbf {p} ,t)f(\mathbf {x} ,\mathbf {p'} ,t)\right]\,d\mathbf {p'} \,d\mathbf {q} .}

## Uitbreidingen en toepassingen
Het is mogelijk om een relativistische Boltzmann-vergelijking af te leiden voor systemen waarin verschillende soorten deeltjes met elkaar botsen en verschillende deeltjes opleveren. Zo kan het ontstaan van de lichte elementen in de nucleosynthese tijdens de Big Bang berekend worden. De Boltzmann-vergelijking wordt tevens gebruikt in de dynamica, vooral die van sterren in de galactische dynamica. Een sterrenstelsel kan onder bepaalde voorwaarden benaderd worden door een continue vloeistof. De massaverdeling wordt dan voorgesteld door de dichtheidsfunctie f, omdat in sterrenstelsels botsingen tussen sterren zeldzaam zijn.
De Boltzmann-verdeling wordt in hamiltoniaanse mechanica vaak geschreven als
{\displaystyle {\hat {\mathbf {L} }}[f]=\mathbf {C} [f],\,}
met {\displaystyle {\hat {\mathbf {L} }}} de Liouville-operator die de tijdsontwikkeling van de faseruimte beschrijft en {\displaystyle \mathbf {C} } de botsingsoperator. De niet-relativistische vorm van {\displaystyle {\hat {\mathbf {L} }}} is
{\displaystyle {\hat {\mathbf {L} }}_{\mathrm {NR} }={\frac {\partial }{\partial t}}+{\frac {\mathbf {p} }{m}}\cdot \nabla _{\mathbf {x} }+\mathbf {F} \cdot \nabla _{\mathbf {p} },}
en de generalisatie in de algemene relativiteitstheorie luidt
{\displaystyle {\hat {\mathbf {L} }}_{\mathrm {GR} }=p^{\alpha }{\frac {\partial }{\partial x^{\alpha }}}-\Gamma _{\beta \gamma }^{\alpha }p^{\beta }p^{\gamma }{\frac {\partial }{\partial p^{\alpha }}},}
met {\displaystyle \Gamma } een christoffelsymbool.